# Airy (cratera marciana)
Airy é uma cratera de impacto em Marte, nomeada em honra ao astrônomo britânico, Royal Sir George Biddell Airy (1801–1892). A cratera mede aproximadamente 40 km em diâmetro e está localizada a 0.1°E 5.1°S na região de Meridiani Planum. A cratera muito menor, Airy-0, que define o ponto por onde passa o meridiano primo de Marte, se situa dentro da cratera Airy.